# Helleria brevicornis
Helleria brevicornis är en kräftdjursart som beskrevs av Viktor von Ebner-Rofenstein 1868. Helleria brevicornis ingår i släktet Helleria och familjen Tylidae. Inga underarter finns listade i Catalogue of Life.